# بررسی مغز با دیوید ایگلمن
مجموعه بررسی مغز با دیوید ایگلمن مستندی است که توسط دانشمند عصب‌شناس دیوید ایگلمن در شبکه تلویزیونی PBS تولید و پخش شد. ایگلمن در این مجموعه به بررسی شگفتی‌های مغز انسان، با هدف آشکارسازی اینکه چرا ما به این شیوه فکر و احساس می‌کنیم، می‌پردازد. این مجموعه در سال ۲۰۱۵ در شبکه تلویزیونی PBS ارائه شد و به دنبال آن در شبکه BBC در انگلستان و SBS در استرالیا به روی آنتن رفت. همچنین در سال ۲۰۱۶ این مجموعه نامزد دریافت جایزه امی شد.

## قسمت‌ها
این مجموعه شامل شش قسمت به مدّت ۱ ساعت می‌باشد:
| قسمت | عنوان                               |
| ---- | ----------------------------------- |
| ۱    | واقعیت چیست؟                        |
| ۲    | چه باعث می‌شود من آنچه که هستم باشم؟ |
| ۳    | چه کسی کنترل را در دست دارد؟        |
| ۴    | من چگونه تصمیم می‌گیرم؟              |
| ۵    | چرا من به شما نیاز دارم؟            |
| ۶    | ما چه کسانی خواهیم بود؟             |

## کتاب
کتاب ایگلمن با عنوان «مغز: داستان شما» با همکاری انتشارات Pantheon در آمریکا و انتشارات Canongate در انگلیس منتشر شد.

## دریافت
این سریال و کتاب همراه، تحسین گستردهٔ منتقدان را به همراه داشت. نیویورک تایمز The New York Times این مجموعه را به عنوان یکی از بهترین برنامه‌های تلویزیونی در سال ۲۰۱۵ معرفی کرد. مجله فوربس نوشت: «طبق سنت خوب از کارل ساگان، ایگلمن نشان می‌دهد که علم بدون نیاز به هیچ زرق و برقی بسیار فریبنده است و اگر شما به آن توجه کنید خود را در حالی خواهید یافت که در اعماق آن غوطه‌ور شده‌اید.» مجله علمی طبیعت Nature این مجموعه را بدین‌گونه توصیف کرد: مقدمه ای ایده‌آل بر این‌که چگونه زیست‌شناسی بر ایجاد ذهن اثرگذار است... سؤالات بسیار مهم و گسترده شکل گرفته پیرامون موضوع و اشباع شده توسط ارتباط‌های یافت شده شخصی؛ و پاسخ‌های ایگلمن واضح، شفاف و درگیر کننده فکر می‌باشد. بازیگر هیو لوری از این مجموعه به عنوان یکی از عوامل اثرگذار در ساخت مجموعه تلویزیونی شانس Chance یاد کرد. همچنین لوری در مورد این برنامه در توییتی پیشنهاد می‌کند: «موقع دیدن این برنامه مراقب فک خود باشید که از تعجب به زمین اصابت نکند.» ماهنامه تگزاس Texas Monthly Magazine اظهار کرد که ایگلمن کارل ساگان علوم اعصاب است.